# Ormont-Dessous
Ormont-Dessous ist eine politische Gemeinde im Bezirk Aigle des Kantons Waadt in der Schweiz. Die früheren deutschen Namen Ormund und Ulmenthal werden heute nicht mehr verwendet.

## Geographie

Luftbild von Walter Mittelholzer (1919)

Ormont-Dessous liegt rund 9 km ostnordöstlich des Bezirkshauptortes Aigle (Luftlinie). Die aus mehreren Ortsteilen bestehende Gemeinde befindet sich im mittleren Teil des Tals der Grande Eau, in der Talschaft Les Ormonts in den Waadtländer Voralpen.
Die Fläche des 64,1 km² grossen Gemeindegebiets umfasst einen Abschnitt der Waadtländer Voralpen. Der südliche Gemeindeteil wird vom Alpental eingenommen, das die Grande Eau von Osten nach Westen (zur Rhone) durchfliesst. Südlich des Flusses reicht das Gebiet den Hang hinauf bis auf die Höhen von Chamossaire (bis 1960 m ü. M.), Chaux Ronde (bis 2000 m ü. M.) und Tête de Meilleret (1939 m ü. M.). In einer Senke am Nordhang dieser Bergkette befindet sich der See Lac des Chavonnes.
Die nördliche Talseite der Grande Eau ist auf dem Gebiet von Ormont-Dessous durch die beiden kurzen Seitentäler von Ruisseau du Sépey und La Raverette und den dazwischenliegenden Vorsprung von Les Champs gegliedert. Die Raverette entspringt in der Nähe des Passübergangs Col des Mosses. Den nördlichen Abschluss des Tales bilden die Berge Tour de Famelon (bis 2082 m ü. M.), Mont d’Or (2175 m ü. M.), Pic Chaussy (2351 m ü. M.) und Châtillon (mit 2478 m ü. M. der höchste Punkt von Ormont-Dessous). Über diese Bergkette und die zwischen Mont d’Or und Pic Chaussy liegende breite Senke des Col des Mosses verläuft die europäische Hauptwasserscheide zwischen Rhone und Rhein. Die sich jenseits des Col des Mosses befindenden Gemeindeteile werden durch den Hongrin zur Saane und damit zum Rhein entwässert. Der Hongrin entspringt am Bergsee Lac Lioson. Ganz im Norden erstreckt sich der Gemeindeboden bis in das Tal des Petit Hongrin und umfasst auch den grössten Teil des Stausees Lac de l’Hongrin sowie dessen Staumauer. Von der Gemeindefläche entfielen 1997 4 % auf Siedlungen, 43 % auf Wald und Gehölze, 40 % auf Landwirtschaft und rund 13 % war unproduktives Land.
Auf dem Gemeindegebiet befindet sich die La Frasse Rutschung, welche die Hauptstrasse 11 zwischen Les Sépey und Aigle bedroht. Die Rutschung ist etwa seit 12000 Jahre aktiv wurde aber erst im 19. Jahrhundert entdeckt und 1863 auch dokumentiert. Zwischen 2007 und 2009 wurde die eine Entwässerungsgallerie gebaut und somit konnte die Rutschung von 60 cm/Jahr auf 2,4 cm/Jahr verringert werden.
Die Gemeinde Ormont-Dessous besteht aus folgenden Dörfern und Weilern (es gibt keinen Ort, der denselben Namen wie die Gemeinde trägt):
- Le Sépey, 974 m ü. M., Verwaltungszentrum von Ormont-Dessous, in einer Mulde des Ruisseau du Sépey am rechten Talhang der Grande Eau
- La Forclaz, 1261 m ü. M., Bergbauerndorf auf einer Terrasse am linken Talhang der Grande Eau, am Nordhang des Chamossaire
- Cergnat, 1051 m ü. M., am rechten Talhang der Grande Eau, nahe bei Le Sépey
- Les Voëttes, 1274 m ü. M., Streusiedlung am rechten Talhang der Grande Eau
- La Comballaz, 1344 m ü. M., am Aufgang zum Col des Mosses, am Fuss des Mont d’Or
- Les Mosses, 1436 m ü. M., überwiegend eine Hotel- und Ferienhaussiedlung auf dem Passübergang des Col des Mosses

Nachbargemeinden von Ormont-Dessous sind Villeneuve, Corbeyrier, Leysin, Aigle, Ollon, Ormont-Dessus und Château-d’Oex.

## Bevölkerung

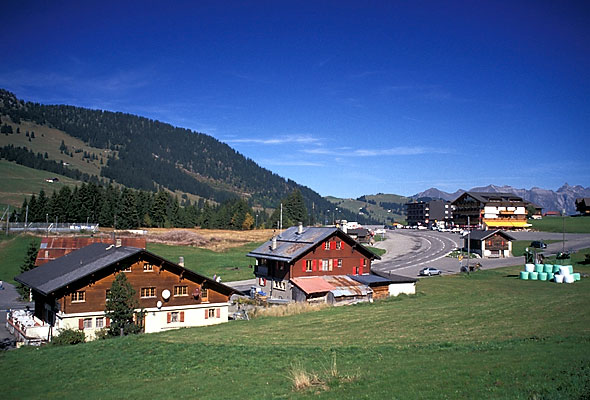
Col des Mosses

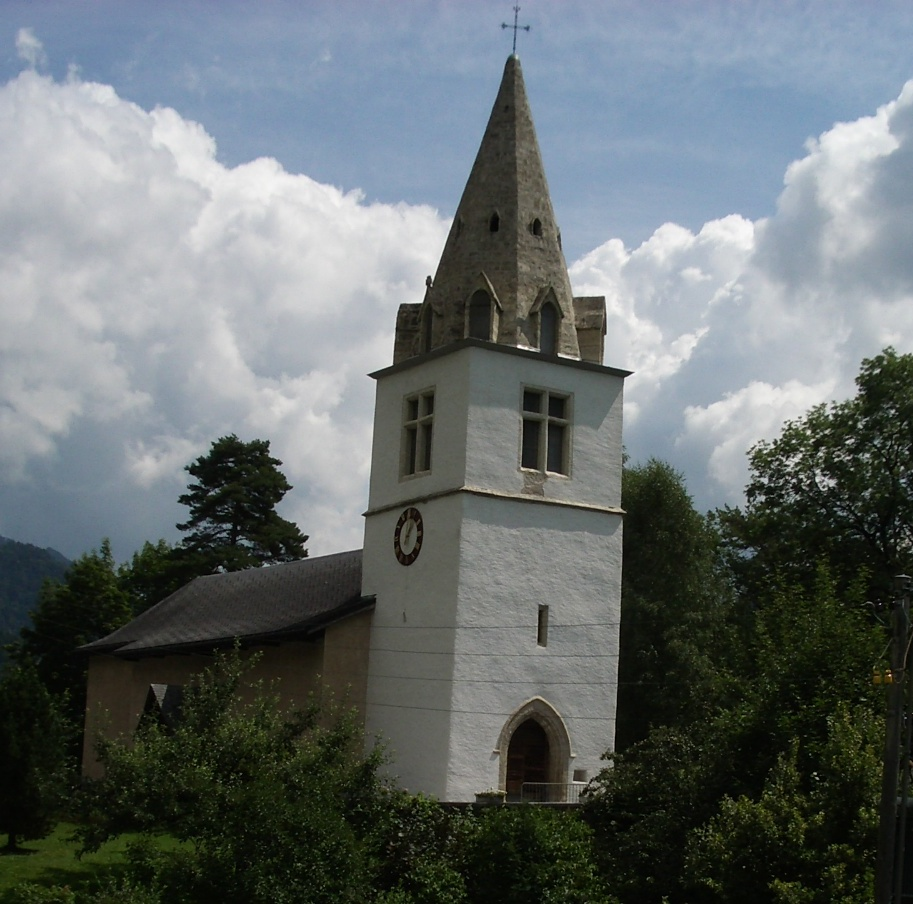
Ref. Kirche in Cergnat

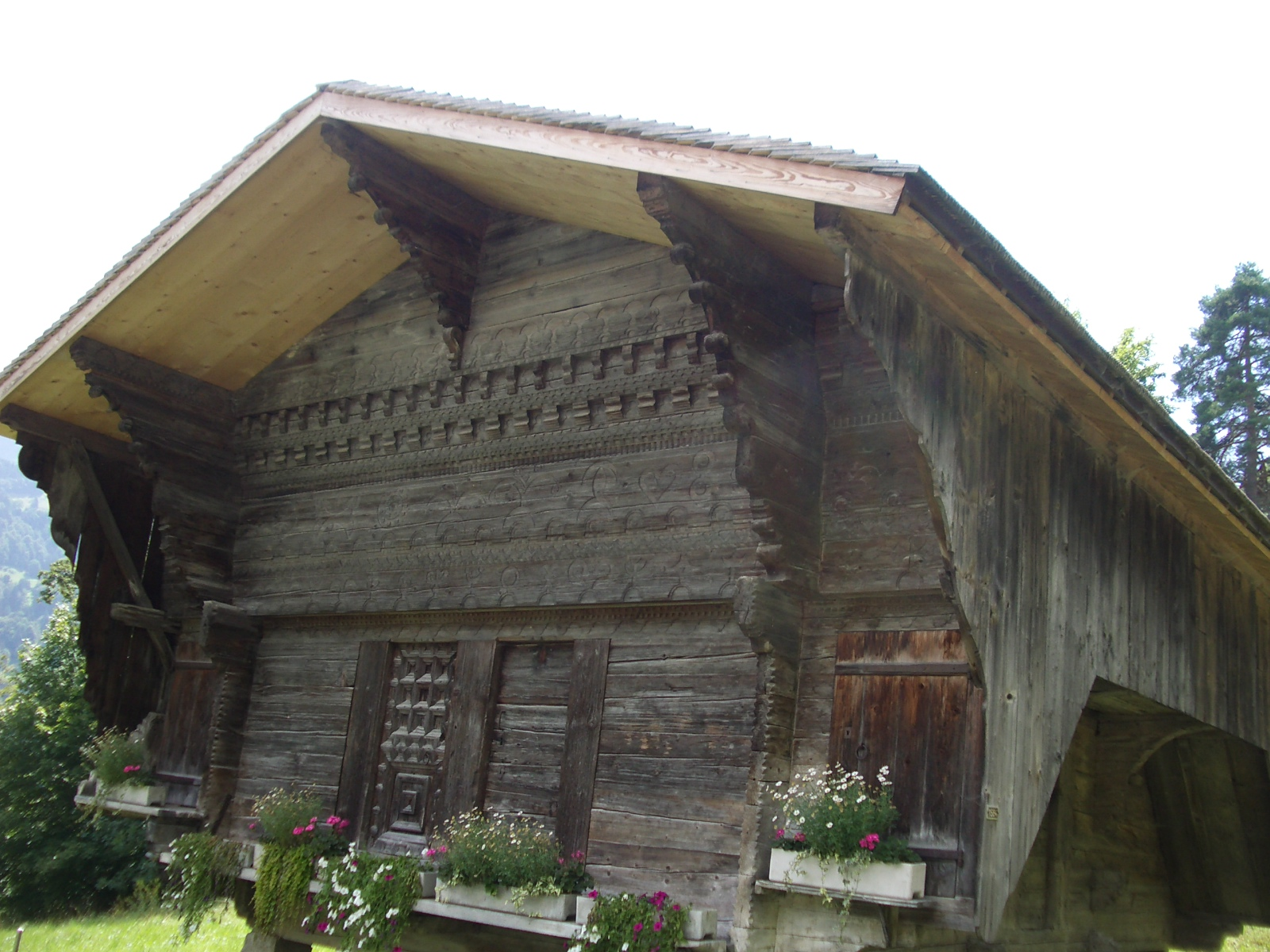
Speicher aus Holz mit Schindeldach

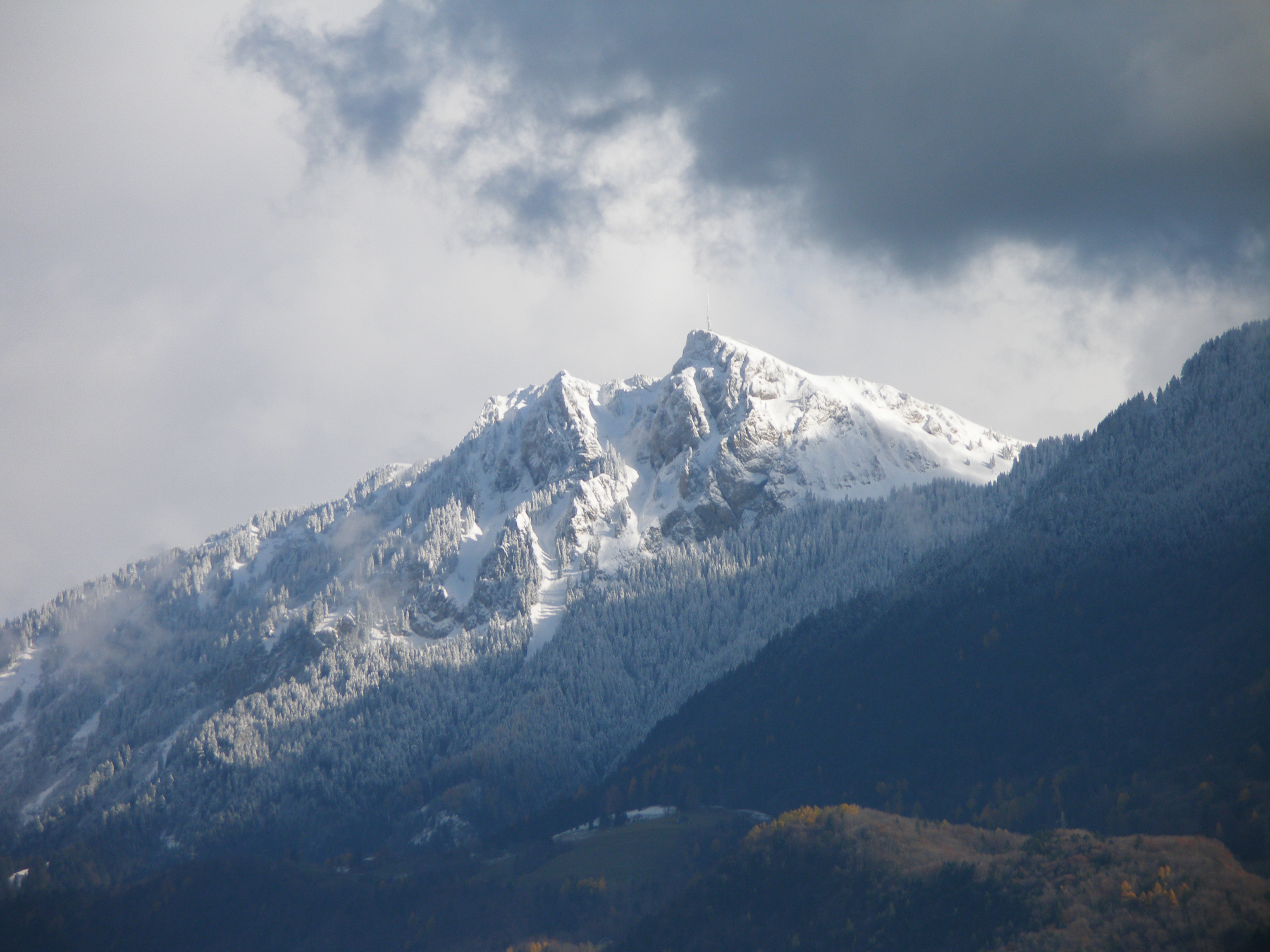
Der Grand Chamossaire

Mit 1213 Einwohnern (Stand 31. Dezember 2023) gehört Ormont-Dessous zu den mittelgrossen Gemeinden des Kantons Waadt. Von den Bewohnern sind 93,0 % französischsprachig, 3,1 % deutschsprachig und 1,5 % portugiesischsprachig (Stand 2000). Die Bevölkerungszahl von Ormont-Dessous belief sich 1870 auf 1719 Einwohner, 1900 auf 1746 Einwohner. Im Verlauf des 20. Jahrhunderts nahm die Einwohnerzahl durch starke Abwanderung bis 1970 um rund 50 % auf 884 Einwohner ab. Erst seit den 1990er Jahren wurde wieder ein Bevölkerungswachstum verzeichnet.

## Wirtschaft
Ormont-Dessous war bis Ende des 19. Jahrhunderts ein überwiegend durch die Landwirtschaft geprägtes Dorf. Mit der verbesserten Verkehrsanbindung seit etwa 1870 entwickelte sich die Gemeinde allmählich zu einem Ferienort.
Noch heute haben die Milchwirtschaft und Viehzucht einen wichtigen Stellenwert in der Erwerbsstruktur der Bevölkerung. In den voralpinen Gebieten gibt es ausgedehnte Alpweiden zur Sömmerung der Viehbestände. Weitere Arbeitsplätze sind im lokalen Kleingewerbe (insbesondere Maurer- und Schreinerwerkstätten) und im Dienstleistungssektor vorhanden. In den letzten Jahrzehnten hat sich das Dorf auch zu einer Wohngemeinde entwickelt. Viele Erwerbstätige sind Wegpendler, die hauptsächlich in den grösseren Ortschaften des Rhônetals und in der Region Vevey-Montreux arbeiten.

### Tourismus
Das ganze Gebiet von Ormont-Dessous ist sowohl auf den Sommer- als auch auf den Wintertourismus ausgerichtet. Die Alpweiden und Berge beidseits der Talschaft Les Ormonts laden zu ausgedehnten Spaziergängen und Bergwanderungen ein. Das Zentrum des Wintertourismus ist der Col de Mosses mit zahlreichen Skipisten, Skiliften und Langlaufloipen. Hier gibt es auch verschiedene Hotels sowie viele Ferien- und Wochenendhäuser.

## Verkehr
Die Gemeinde ist verkehrstechnisch recht gut erschlossen. Le Sépey liegt an der Hauptstrasse, die von Aigle über den Col des Mosses nach Château d' Œx führt. Von dieser Strasse zweigt östlich des Dorfes die Strasse nach Les Diablerets und zum Col du Pillon ab.
Seit dem 22. Dezember 1913 ist Le Sépey an die von den Transports Publics du Chablais (TPC) betriebene Schmalspurbahnlinie Aigle–Sépey–Diablerets (ASD) angebunden. Für die Feinverteilung im öffentlichen Verkehr sorgen Buslinien von Le Sépey auf den Col des Mosses, nach Leysin und nach La Forclaz.

## Geschichte
Die Talschaft von Les Ormonts wurde vermutlich in der Zeit vom 7. bis 9. Jahrhundert urbar gemacht und von Bewohnern aus dem Rhônetal besiedelt. Das Gebiet gehörte zum Besitz der Abtei Saint-Maurice, die im 13. Jahrhundert unter die Oberhoheit der Grafen von Savoyen kam. Um die Mitte des 14. Jahrhunderts wurde unter Aymon de Pontverre die Burg Aigremont erbaut, welche fortan die Gerichtsbarkeit im Tal innehatte und im 15. Jahrhundert zerstört wurde.
Mit der Eroberung der Herrschaft Aigle durch Bern im Jahr 1476 gelangte Ormont-Dessous unter die Verwaltung des Gouvernements Aigle. Gegen den harten Widerstand der Talbevölkerung wurde 1529 die Reformation eingeführt. Beim Zusammenbruch des Ancien Régime wehrte sich die Bevölkerung 1798 gegen die Besitznahme durch die französischen und waadtländischen Truppen. Im Berggebiet von Ormont-Dessous, beim Col de la Croix und bei La Forclaz kam es zu kriegerischen Auseinandersetzungen, bevor die Talschaft endgültig kapitulierte. In der Folge gehörte Ormont-Dessous von 1798 bis 1803 während der Helvetik zum Kanton Léman, der anschliessend mit der Inkraftsetzung der Mediationsverfassung im Kanton Waadt aufging. 1798 wurde es dem Bezirk Aigle zugeteilt.
Seit 2012 gehört die Gemeinde zum Parc naturel régional Gruyère Pays-d’Enhaut.

## Sehenswürdigkeiten
Die reformierte Pfarrkirche steht etwas abseits des Verwaltungszentrums Le Sépey auf einem kleinen Hügel bei Cergnat. Sie stammt aus dem Mittelalter, den ältesten Teil bildet der Chor, der Frontturm mit dem Spitzbogenportal ist im spätgotischen Stil gehalten. In Le Sépey und La Forclaz sind Holzhäuser mit gemauertem Unterbau und reich geschnitzten, zum Teil bemalten Fassaden aus dem 17. und 18. Jahrhundert erhalten. Aus derselben Zeit stammen die für die Gegend charakteristischen hölzernen Speicherbauten. Auf dem Hügel bei Les Voëttes über dem Tal der Grande Eau sind Ruinen der ehemaligen Burg Aigremont erhalten.